# 兹氏幽灵蛛
兹氏幽灵蛛（学名：Pholcus zichyi）为幽灵蛛科幽灵蛛属的动物。在中国大陆，分布于等地。